# Huisepontweg

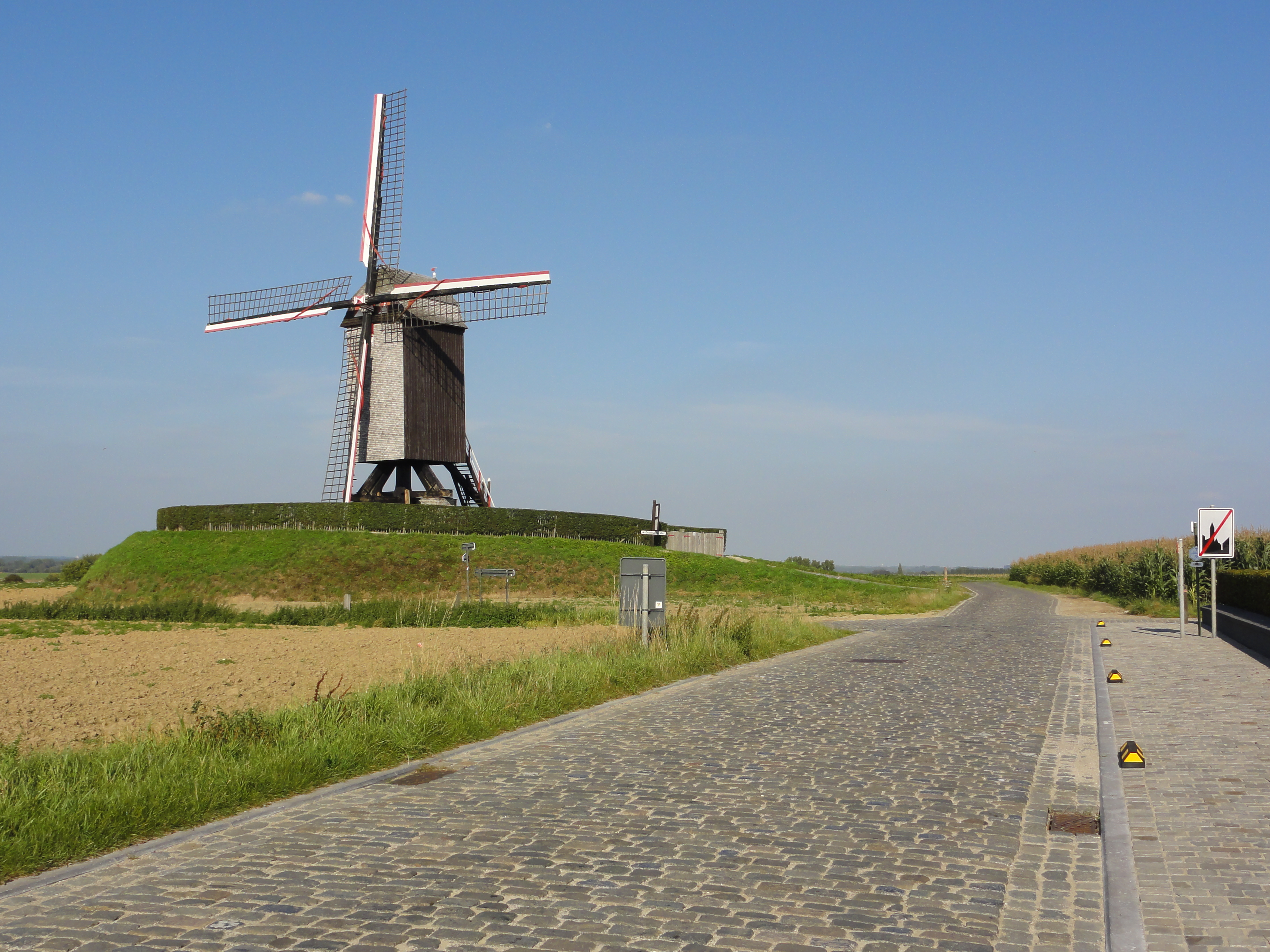
Le Schietsjampettermolen le long de la Huisepontstraat.

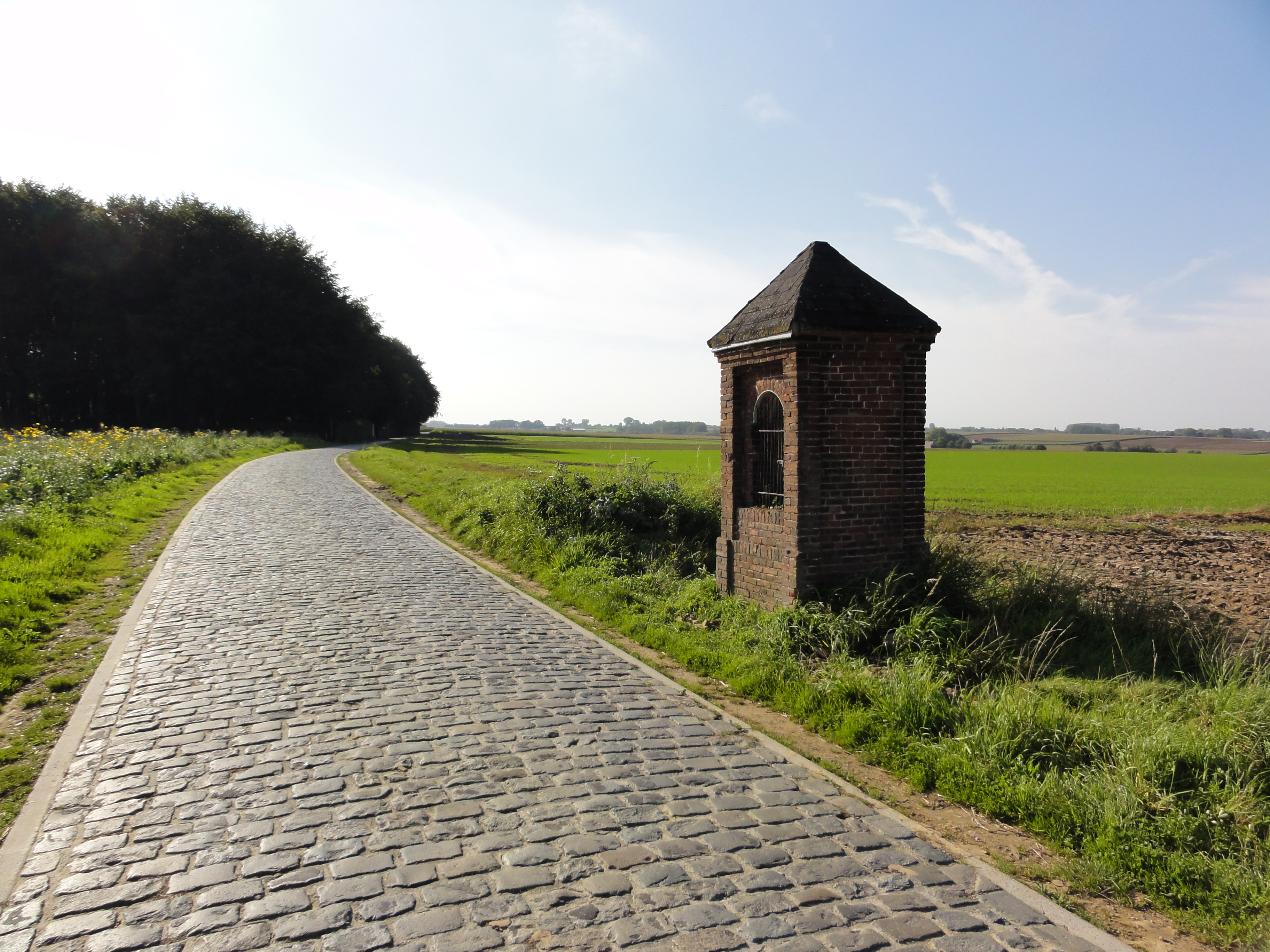
Huisepontweg et chapelle.

Le Huisepontweg est une chaussée ancienne de Belgique située en Flandre orientale, à Wannegem-Lede, section de la commune de Kruisem. La route pavée monte du centre du village de Wannegem vers l'est en direction de Huise. À la frontière avec Huise, elle se poursuit en Wannegemstraat.
La carte de Ferraris des années 1770 montre déjà la route avec le moulin à vent de Wannegem juste à l'extérieur du village. 

## Histoire
En 1708, durant la partie de la guerre de succession d'Espagne qui se déroule dans les Pays-Bas espagnols, les armées alliées contre Louis XIV y installent leur camp militaire ;  le grand moulin (actuel Schietsjampettermolen (nl)) est le poste d'observation du duc de Marlborough, avant la décisive bataille d'Audenarde du 11 juillet. L'armée française du duc de Vendôme y est battue par les Impériaux du Prince Eugène, commandant en chef des armées du Saint-Empire romain germanique, et les Anglais du duc de Marlboroug, commandant en chef des forces britanniques. 
En 1783, du côté sud de la rue, est créé un nouveau domaine, dans lequel le baron Baut de Rasmon fait construire le château de Wannegem-Lede par l'architecte Barnabé Guimard, réputé pour ses œuvres de la Place Royale, du Parc de Bruxelles et du Palais de la Nation à Bruxelles.

## Patrimoine
La route pavée est protégée en tant que paysage depuis 1990 et en tant que Monument historique depuis 1995.

## Cyclisme
En cyclisme, la route a été incluse à plusieurs reprises dans le parcours du Tour des Flandres, sous la forme d'un tronçon pavé d'environ un kilomètre et demi. En examinant le relief, la carte altimétrique du tronçon indique une montée avec un dénivelé de 21 mètres ou 22 mètres.
Au début du XXIe siècle, la route n'est provisoirement plus parcourue, car en trop mauvais état, mais elle est refaite en juillet 2008.

## Curiosités
Le long du côté nord de la rue se trouve le Schietsjampettermolen, moulin sur pivot.
Du côté sud se trouve le château de Wannegem-Lede.